# Каньйон-Лейк (Каліфорнія)
Каньйон-Лейк (англ. Canyon Lake) — місто (англ. city) в США, в окрузі Ріверсайд штату Каліфорнія. Населення — 11 082 особи (2020).

## Географія
Каньйон-Лейк розташований за координатами 33°41′18″ пн. ш. 117°15′49″ зх. д. / 33.68833° пн. ш. 117.26361° зх. д. (33.688302, -117.263547).  За даними Бюро перепису населення США в 2010 році місто мало площу 12,10 км², з яких 10,17 км² — суходіл та 1,93 км² — водойми.

## Демографія
Згідно з переписом 2010 року, у місті мешкала 10 561 особа в 3935 домогосподарствах у складі 3053 родин. Густота населення становила 873 особи/км².  Було 4532 помешкання (375/км²).
Расовий склад населення:
| - 89,9 % — білих - 1,8 % — азіатів - 1,2 % — чорних або афроамериканців - 0,6 % — корінних американців - 0,3 % — вихідців з тихоокеанських островів - 3,0 % — осіб інших рас |

До двох чи більше рас належало 3,2 %. Частка іспаномовних становила 12,3 % від усіх жителів.
За віковим діапазоном населення розподілялося таким чином: 21,7 % — особи молодші 18 років, 61,2 % — особи у віці 18—64 років, 17,1 % — особи у віці 65 років та старші. Медіана віку мешканця становила 44,0 року. На 100 осіб жіночої статі у місті припадало 99,5 чоловіків;  на 100 жінок у віці від 18 років та старших — 97,0 чоловіків також старших 18 років.
Середній дохід на одне домашнє господарство  становив 92 951 долар США (медіана — 78 556), а середній дохід на одну сім'ю — 100 242 долари (медіана — 85 121). Медіана доходів становила 66 485 доларів для чоловіків та 42 560 доларів для жінок. За межею бідності перебувало 6,5 % осіб, у тому числі 9,9 % дітей у віці до 18 років та 3,0 % осіб у віці 65 років та старших.
Цивільне працевлаштоване населення становило 5042 особи. Основні галузі зайнятості: освіта, охорона здоров'я та соціальна допомога — 20,6 %, будівництво — 13,2 %, роздрібна торгівля — 9,7 %, фінанси, страхування та нерухомість — 9,4 %.